# Minibús

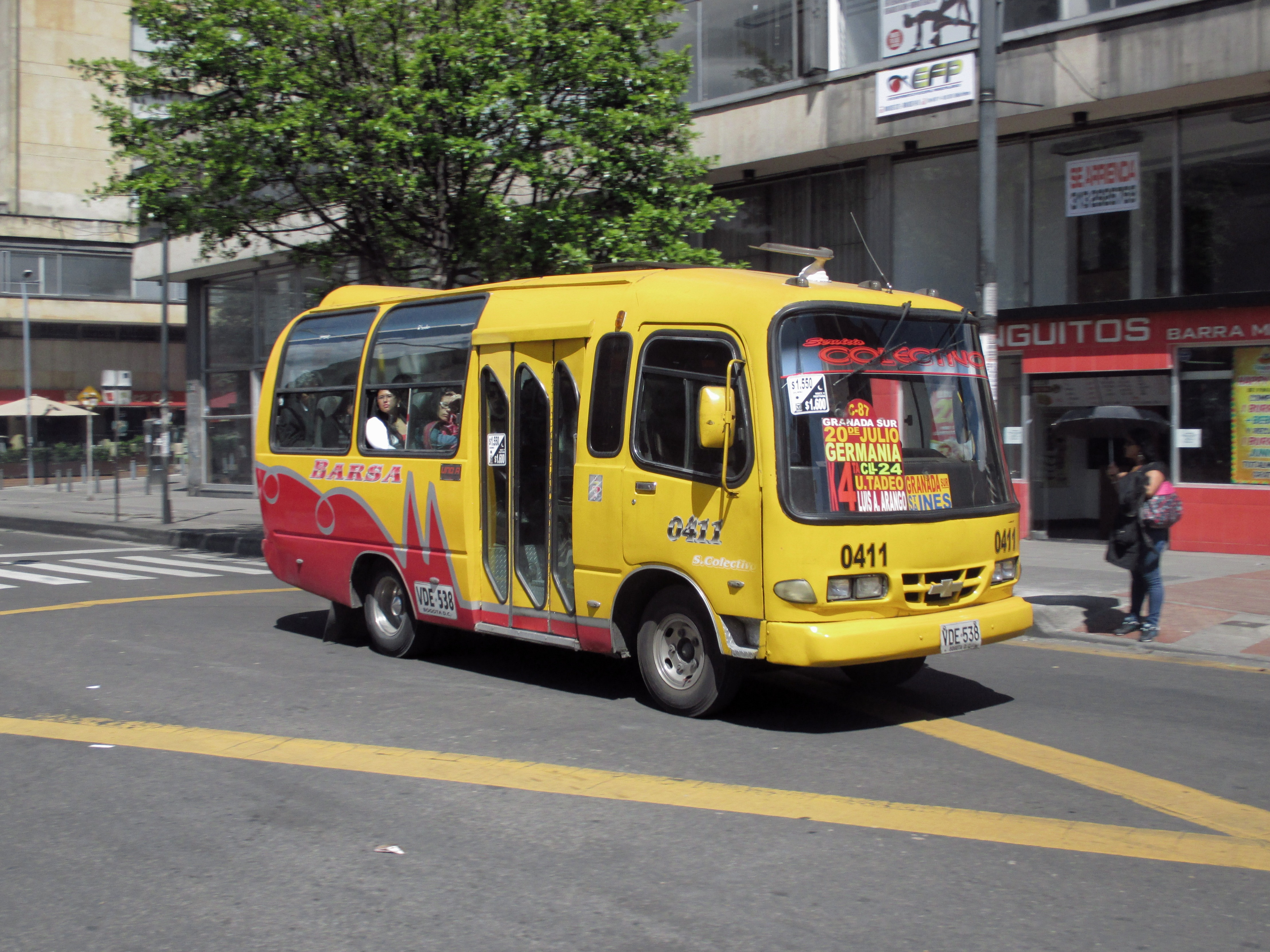
Minibús (buseta), en Bogotá, Colombia.

El minibús, también conocido como microbús, es un vehículo de transporte público más pequeño que un autobús urbano, con dimensiones entre un microbús y midibús (es decir, mide menos de 8 metros de largo) y diseñado para transportar a un máximo de 30 pasajeros.

## Características

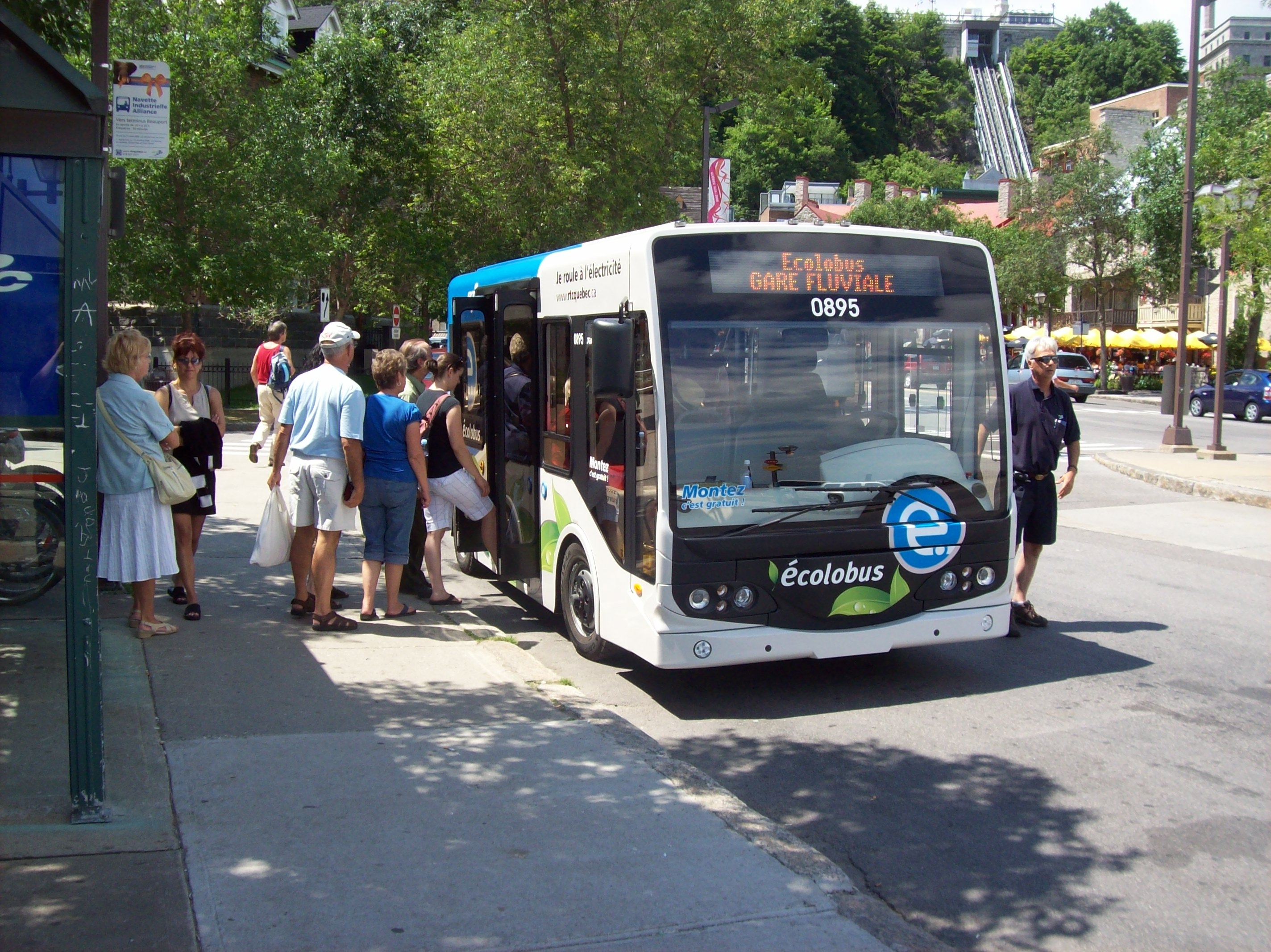
Un Tecnobus Écolobus eléctrico tomando pasajeros, en la ciudad de Quebec, Canadá.

El tamaño más reducido facilita la circulación en calles estrechas y en sectores de tránsito pesado. Recibe diferentes denominaciones, como microbús (España, Honduras, México Nicaragua, El Salvador, y Costa Rica); liebre o micro (Chile); micro o custer (por el nombre "Coaster", un microbús fabricado por Toyota) (El Salvador y Perú); buseta (Ecuador); voladora (República Dominicana); camioneta, camionetica, buseta, autobusete o ruta (Venezuela); combi (Argentina); colectivo, mini buseta, buseta o buseton, (Colombia) y pesero, micro o calafia (México).
Dependiendo de la región, muchos de los modelos de minibús son derivados de furgonetas adaptadas en diferentes grados al servicio de viajeros, y en otros casos se desarrollaron minibuses con características de autobús con doce a treinta asientos, espacio para cochecitos, maletas, sillas de ruedas y de piso bajo como los diferentes modelos de propulsión eléctrica de la firma italiana Tecnobus.
Vehículos dispuestos para usarse como minibuses son las furgonetas grandes en las que regularmente caben 22 personas sentadas y unas 10 paradas, aunque en la práctica son muchas más (sobre todo en horas pico).
La mayoría de ellos suelen poseer una única puerta de acceso, sólo unos pocos poseen dos (en este último caso se aproximaría al midibús aunque en menor tamaño).

## Minibuses por países

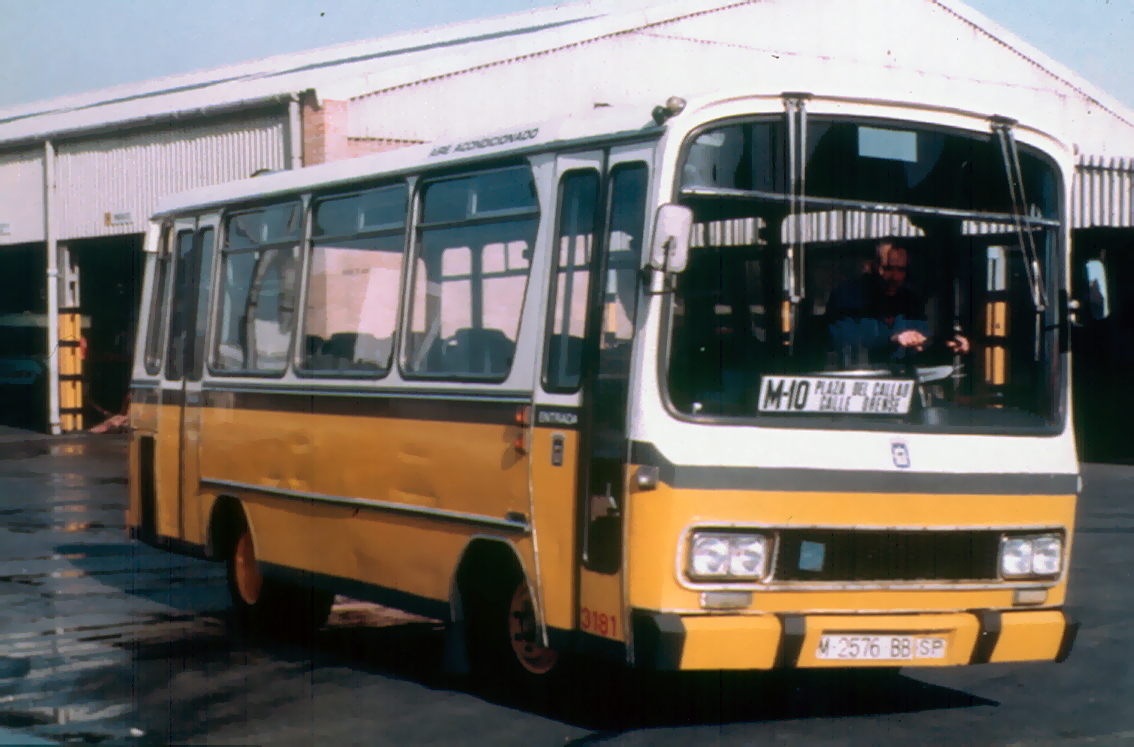
Minibús Pegaso 5720 de la EMT de Madrid

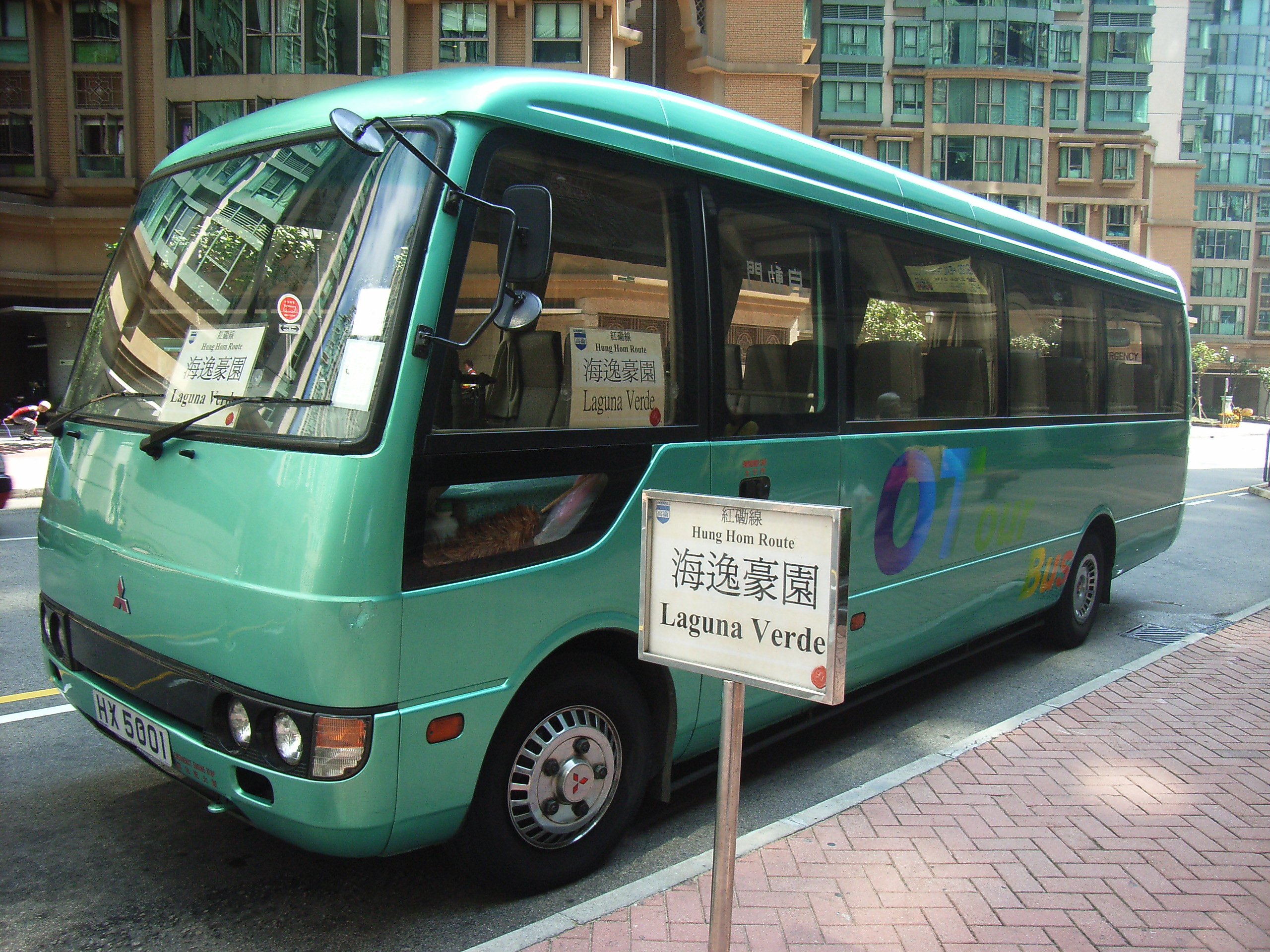
Servicio gratuito en Tsim Sha Tsui, China

### Microbuses en Madrid
En Madrid hubo durante mucho tiempo una red de microbuses, diferenciada claramente de la red regular, tanto a nivel de servicio (pocas paradas) como de tarifas. Al principio el servicio fue prestado por una empresa privada, hasta que se hizo cargo la EMT. En la actualidad, vuelve a existir una red de minibuses que circulan por las calles del centro de la ciudad. Esta nueva red se la denomina "M" precedida por el número de línea "M1" o "M2" que son las líneas existentes. La particularidad de esta nueva red es que se prestan con minibuses de tamaño muy reducido, 5 metros solamente. (7 personas sentadas y 22 de pie), y son vehículos totalmente eléctricos, sin emisiones contaminantes ni acústicas. También hay otras líneas periféricas que se prestan con microbuses de 8 metros de longitud y propulsados a Gas Natural Comprimido. Estos otros autobuses tienen denominaciones de línea regular. En ambos casos la tarifa es la misma que en toda la red de la EMT.

#### Historia
En 1966 el Ayuntamiento de Madrid otorgó a la empresa Trainco la concesión para la explotación por 10 años de una nueva red de microbuses, explotados con vehículos Barreiros 2900 Saeta 35 pintados de color rojo y gris. Posteriormente, en 1975 el servicio de microbuses pasó a depender de la EMT de Madrid, que continuó durante un tiempo utilizando los microbuses Barreiros, aunque al cabo de poco tiempo adquirió, para renovar los vehículos, un total de 136 microbuses Pegaso-Sava 5720 carrozados por Unicar con el modelo U75, con un frontal diferente al utilizado normalmente en los autobuses urbanos, siendo semejante al empleado por Unicar para los vehículos interurbanos. 
Estos nuevos microbuses permitieron dar un fuerte empuje al servicio de transporte público en superficie de la capital del España, puesto que permitieron unir el centro de la capital con otras zonas de Madrid, ya que se trataba de vehículos ágiles y relativamente rápidos (en comparación con los autobuses estándar), compitiendo con el vehículo privado e incluso con el servicio de taxis, ya que se ofrecían prestaciones (aire acondicionado, sólo plazas sentadas e incluso la posibilidad de fumar a bordo) que la red normal de autobuses no podía ofrecer, y que la mayoría de taxis aún no poseían. La red de microbuses estaba diferenciada de la red ordinaria, con una numeración de líneas independiente del resto de la red, pues las líneas iban numeradas de la M-1 a la M-12 ("M" de "Microbús"), así como un sistema de tarifas independiente.
Con la creación en 1985 del Consorcio Regional de Transportes de Madrid se impuso la normalización de las diferentes redes de autobuses de la EMT, y la red de microbuses se integró (a nivel de explotación y tarifas) a la red regular de autobuses de la EMT, comenzando a desaparecer la red de microbuses como tal y pasando a ser líneas normales. Paralelamente, en 1987 comenzó la sustitución del material móvil, pues los pequeños y entrañables Pegaso-SAVA 5720 comenzaron a ser sustituidos por los nuevos midibuses Pegaso 5317 con carrocería Unicar U-90, de mayor capacidad y mejores prestaciones, desapareciendo completamente del servicio en 1988, si bien unos pocos quedaron para uso interno de la EMT. Muchos otros fueron vendidos como vehículos de prácticas a autoescuelas, y uno de ellos, el que fuera el n.º 3195 en la EMT, tras permanecer muchos años en una auto-escuela de Orense (Auto-Escuelas Rayva) regresó a Madrid el 6 de marzo de 2009, como parte del programa de recuperación y preservación de autobuses históricos de la EMT. Esta recuperación fue posible gracias a la intervención de la EMT de Madrid, tras la petición cursada por la Asociación de Amigos de la EMT y el Autobús.
Los 136 vehículos del modelo 5317 adquiridos por la EMT fueron encuadrados en la serie 3500 (3501 a 3636), y prestaron servicio hasta 1998 en las antiguas líneas de la red M, así como en líneas de la red ordinaria con una demanda de viajeros media-baja; fueron reemplazados por los 136 MAN 14.220 HOCL con carrocería Hispano VOV II, adquiridos a partir de 1998 y que conforman la actual serie 3700 (3701 a 3836).
Más tarde, a partir del año 2000 comenzaron a prestar una nueva generación de vehículos tipo microbús, los Mercedes-Benz O-520 Cito, de propulsión híbrida, es decir, el motor diésel gira a velocidad constante, y se limita a mover un alternador que produce energía eléctrica que se almacena en las baterías, siendo utilizada ésta para mover el motor eléctrico de tracción. Para la explotación de estos microbuses (aunque catalogados como midibuses por Mercedes-Benz) no se creó una red específica, sino que se integraron en la red ordinaria de la EMT, compartiendo servicio con otros modelos. Estos vehículos no han dado el resultado esperado, y algunos han sido ya dados de baja.
Finalmente, en febrero de 2008 la EMT decidió crear un nuevo servicio de microbús para atender la zona del Barrio de las Letras, la cual carecía de transporte público por la peculiar configuración de sus calles, que impide el paso a vehículos con las dimensiones de un autobús estándar (12 m) e incluso de un midibús. Los nuevos microbuses son enteramente eléctricos, obteniendo la energía de la electricidad almacenada en las baterías, teniendo una autonomía de alrededor de 8 horas; no obstante, cuentan con un pequeño motor de gasóleo para la calefacción, de manera que ésta no dependa de la energía eléctrica de las baterías, lo cual reduciría notablemente la autonomía de los coches en invierno. Más recientemente, en septiembre de 2008 se ha creado una nueva línea de microbús, la denominada M-2, que une la calle de Sevilla con Argüelles, dando así servicio a los barrios de Malasaña y Conde Duque, zonas que, al igual que el Barrio de las Letras, no disponían de servicio de transporte público en superficie por la estrechez de sus calles. Al contrario que la antigua red de microbuses, esta nueva red está plenamente integrada en el sistema de tarificación de la EMT; está prevista la creación de nuevas líneas M.

#### Organización
La red original de microbuses estaba destinada a unir el centro de la capital con las zonas aledañas de una manera rápida y cómoda, para ello las líneas tenían sus cabeceras céntricas en torno al casco antiguo de Madrid (Puerta del Sol, Plaza de Isabel II -Ópera-, Atocha, etc.), llegando hasta las zonas de Ventas, Diego de León, etc. Posteriormente, al pasar el servicio a la EMT en 1975 se reestructuró el servicio, y toda la red de microbús pasó a tener una cabecera común en la Plaza del Callao para así centralizar todo el servicio, aumentándose también el número de líneas, pasando de 10 a 12 (M-1 a M-12). Con la desaparición de la red de microbuses, las líneas M se integraron en la red ordinaria de la EMT, así las líneas M-1 y M-8 se fusionaron para dar lugar a la línea 146 de la red general.
Con la vuelta del servicio de microbús a Madrid, la nueva red M estará centrada previsiblemente en los alrededores de la calle Sevilla de Madrid, aunque es posible que las cabeceras se trasladen a la Puerta del Sol una vez concluyan las obras que el Ministerio de Fomento está realizando desde hace bastantes años para la construcción de la estación de Cercanías del nuevo túnel Atocha-Cercanías - Sol - Chamartín.

### Peseros o microbuses de la Ciudad de México

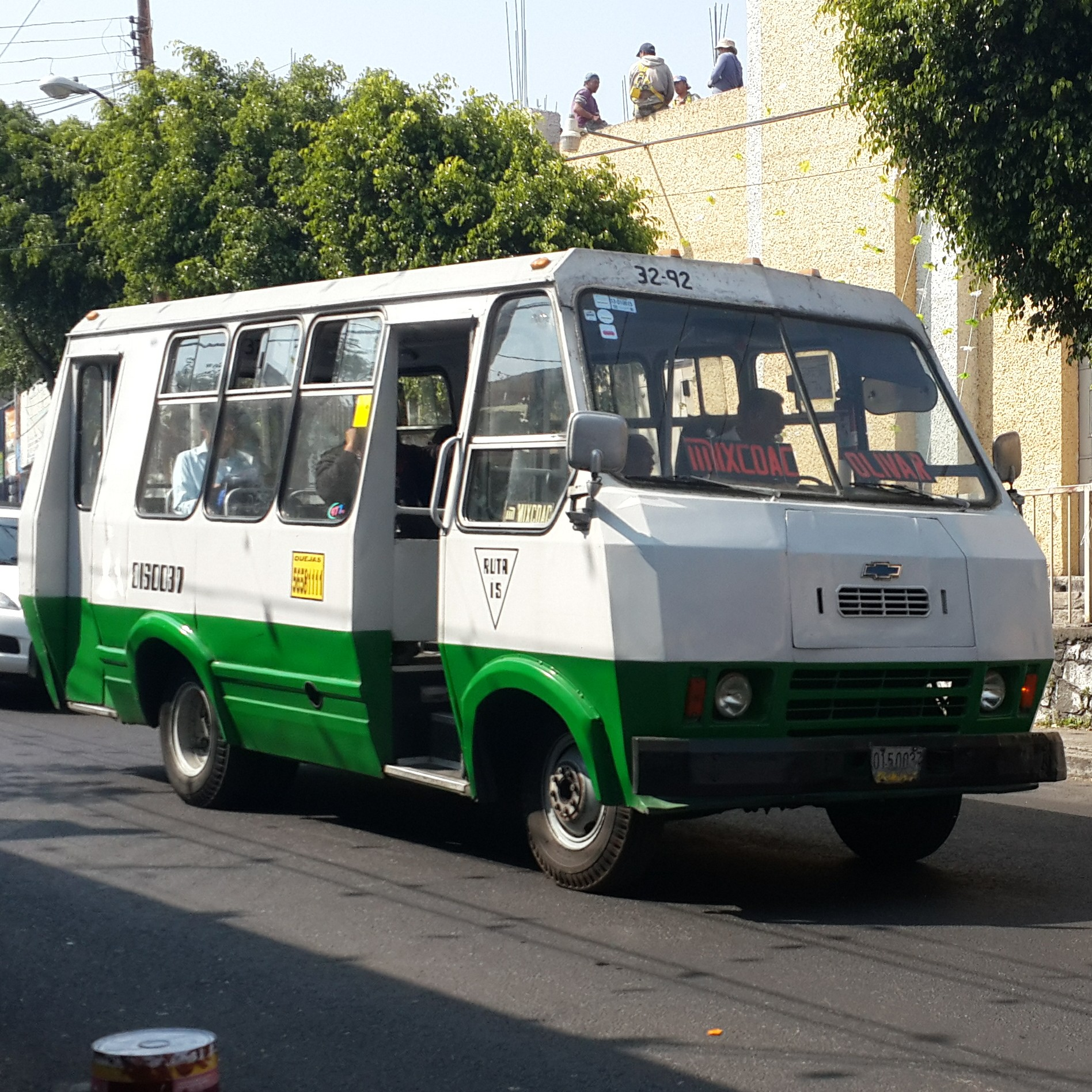
Microbús de Ruta 15

En la Ciudad de México, empezaron a finales de los años sesenta como "taxis de ruta fija" (taxi colectivo) y eran mejor conocidos como "peseros" (porque su tarifa era de un peso de aquellos años); en los setenta, se adoptaron las Volkswagen combi y se siguieron usando algunos modelos de coches grandes (Ford LTD, Ford Maverick, Chevy Impala...). Los microbuses (también, peseras o peseros) tienen rutas fijas que prácticamente cubren todas las colonias de la Ciudad de México y sus municipios aledaños. Algunas rutas se han convertido en grandes consorcios subdivididos en ramales y que administran docenas de unidades. El pasaje mínimo que se paga a abril del 2017 por viaje en un microbús es de 5.50 a 6.50 pesos mexicanos.[cita requerida]
Actualmente el pasaje de los microbuses y vagonetas es de 6.00 pesos mexicanos (en los primeros 5Km), después la tarifa sube 50 centavos (para recorridos entre 5 y 12 km), ya pasando de estos 12 km, se cobra 7.50 pesos mexicanos. En el caso de los autobuses (coloquialmente conocidos como camiones) la tarifa es de 7.00 pesos mexicanos en los primeros 5Km, ya pasando estos 5km se cobran 8.00 pesos mexicanos.
Los peseros nacen de la necesidad de aumentar las redes de transporte debido a la densidad poblacional que aconteció a partir de los años setenta (al igual que en Buenos Aires, Argentina, en la década de 1930). En la Ciudad de México, gracias al advenimiento de la "combi" de VW, el pesero pronto fue tomando forma y, al igual que en Argentina, en un tiempo relativamente corto los automóviles Sedan dejaron de usarse y dieron paso a ciertos tipos de minibuses con motor a gasolina de las tres principales marcas (Chrysler, Ford y GM, mayoritariamente), además de las propias Volkswagen Transporter y otras marcas.[cita requerida]
Posteriormente, otras marcas llegarían y las Van también se suman a ello, y así nació el concepto de combi. Con el paso del tiempo, algunas rutas han cambiado sus unidades por autobuses a diésel que reemplazaron a los de gasolina, así como diferentes tipos de configuración según la ruta. Aunque muchos prefieren el autobús con cofre, muchos microbuses siguen circulando, pero se prevé su sustitución por autobuses en distintos corredores viales (que no son más que rutas de autobuses que reemplazarían a las de los peseros en cuestión administrativa).[cita requerida]
El color de las carrocerías cambió a blanco con una franja en rojo oscuro, flanqueada por delgadas franjas en color naranja. A principios de los años 90, tras la introducción de gasolinas con menor contenido de azufre, el gobierno de la ciudad ordenó un nuevo esquema de pintura "ecológico" que consiste en dividir la altura de la carrocería en tres partes iguales. Las dos partes superiores van en color gris claro, mientras que la parte inferior se pinta en verde medio. Desde entonces, se pinta la carrocería de los camiones más grandes y algunas combis en dos tonos de verde, y desde octubre-diciembre de 2007, verde pasto con una franja blanca en medio, la cual no está autorizada.[cita requerida]
Esta configuración persiste al día de hoy y aunque es un requisito para pasar la revista anual (excepto la última), varios microbuseros (los choferes o conductores) alteran los colores y otras características externas, como la nomenclatura de la ruta a la que pertenece la unidad y el número de placa, haciendo uso de caracteres tipográficos exóticos y de difícil lectura, en un afán de los operadores por personalizar sus unidades, convirtiéndolas también en una colección de accesorios tales como loderas, alerones, estribos aerodinámicos, tubos de escape, partes cromadas, juegos de luces, bocinas musicales, adhesivos para decoración, largas antenas y otros similares. Hay un importante número de tiendas de refacciones dedicadas a partes y accesorios para microbús, y se ha ido desarrollando toda una industria. Por otro lado, es muy frecuente que el conductor se haga acompañar de un cacharpo, el ayudante que cobra el pasaje y que, en algún momento, también será conductor.
En varias rutas importantes de la Ciudad de México, los microbuses han sido reemplazados paulatinamente por transportes de mayor capacidad, en los que el pasaje viaja de manera mucho más segura y cómoda.[cita requerida]

Van de transporte público en Estado de México

En un primer momento, se usaron calcomanías amarillas de permiso metropolitano para poder operar hacia el estado de México y viceversa, pero unos años después se creó un nuevo tipo de placa para que los concesionarios de las rutas pudieran cruzar al estado de México dentro de su ruta. A esto se le denominó placa de transporte metropolitano, la cual consta de 4 elementos básicos:
- Nominación de la placa (Transporte Metropolitano)
- Clave de identificación para operación en la Ciudad de México: por ejemplo, 710.
- Municipio del estado de México por el cual atraviesan según su ruta o en el cual termina la misma (ejemplos: TL=Tlalnepantla de Baz, NA=Naucalpan, EC=Ecatepec, NZ=Nezahualcóyotl, CH=Chalco, TX=Texcoco, aun no viendo placas que sean para municipios como Cuautitlán Izcalli o algunos otros más, prefiriéndose para estos casos la placa Mexiquense o bien federal.
- Clave de identificación para operar en el Estado de México: por ejemplo, 024, aunque esta última también funge como número económico de la Concesión del colectivo que la porta.

El estado de México también emitió y emite placas metropolitanas, las cuales sirven para que los camiones y peseros de esa entidad puedan cruzar la Ciudad de México hacia una alcaldía (delegación) específica, y tienen las mismas características que las placas metropolitanas de la Ciudad de México. Sin embargo, la primera clave de identificación para operación es la del estado de México, seguida del municipio conurbado autorizado y la clave de la Ciudad de México (igual fungiendo como número económico de la concesión).[cita requerida]
SI bien hay rutas que cruzan del Estado de México a la Ciudad de México y viceversa, estas suelen llevar placas de la entidad federativa (sea la Ciudad de México o el Estado de México) sin hacer uso de las placas metropolitanas. Ejemplo de ellos son las R-92 (Cd. Alegre-Metro Santa Marta) y R-98 (ARA 3-Metro Boulevard Pto. Aéreo), R-104 (Puente rojo, puente blanco-Metro Candelaria), R-25 (parque residencial Coacalco Mexibús-Metro M. Carrera) por mencionar algunas.
Para los años recientes, la placa metropolitana del estado de México incluye el diseño de la montaña en la clave del estado de México y la imagen del Ángel de la Independencia en la clave de la Ciudad de México, mientras que el esquema para está última no contiene detalles gráficos. Sin embargo, algunas rutas de autobuses de la ciudad usan placas metropolitanas de transporte, a pesar de que sus rutas no llegan a ninguna parte del estado de México. Por ejemplo: la ruta 1, en su trayecto de la colonia Progreso Nacional hacia la Alberca Olímpica Francisco Márquez, al sur de la ciudad. También hay algunos peseros que realizan ruta metropolitana contando con placas emitidas en la Ciudad de México y no usan las placas de transporte metropolitano.[cita requerida]
También existe la reposición de las mismas en caso de pérdida de una o ambas placas y el engomado.
En el estado de México, existió un servicio similar a la Ruta 100: el Sistema de Transporte Troncal (STT), que tenía autobuses azules conocidos popularmente como "pitufos", que circulaban por el Periférico y por otras avenidas.

#### Terminales y rutas (Ciudad de México y estado de México)
| - Metro Chapultepec - Metro Martín Carrera - Metro la Villa - Metro Hidalgo - Metro Universidad - Metro Copilco - Metro El Rosario - Deportivo 18 de Marzo - Potrero - La Raza - San Lázaro | - Metro chabacano - Metro Tacuba - Viveros - Metro Politécnico - Metro Mixcoac - Metro Zapata - Metro Constitución - Santa Marta - Oceanía - Xochimilco | - Tasqueña - Indios Verdes - Metro Pantitlán - Tacubaya - Zaragoza - Metro Tláhuac - San Juan Xalpa - Santa Marta Acatitla - Cuajimalpa de Morelos - Milpa Alta | - La Naranja Ahuizotla - Ticoman - Villa de Aragón (estación) - Cuchilla del Tesoro - La Valenciana - Santa Cruz Meyehualco - Talismán (estación) - República del Salvador/Pino Suárez - San Lorenzo Acopilco - Parres El Guarda | - Tlalnepantla - Ciudad Azteca - Lechería, Cuautitlán Izcalli - Cuautitlán - San Pedro, Atizapán - Metro Toreo - Ecatepec - Metro Múzquiz - Nezahualcóyotl (estación del Metro) - La Quebrada, Tultitlán | - Peñas - Texcoco - Nezahualcóyotl - Chicoloapan - Metro La Paz - Los Reyes La Paz - Zumpango - Naucalpan de Juárez - Huixquilucan - Municipio de Nicolás Romero - Xaltocan - Tultepec - Municipio de Jilotepec (Estado de México) | - San Pedro Atizapan - Tepalcapa Tultitlán de Mariano Escobedo - FES Acatlán - Chimalhuacán - El Chamizal y Ciudad Lago - Antenas(La Impulsora) - Tecamac - Coacalco de Berriozábal - El Molinito(Naucalpan) - Tultitlán de Mariano Escobedo - Puente de Arboledas | - Chalco de Díaz Covarrubias - Ixtapaluca - Xico (Valle de Chalco Solidaridad) - Texcoco de Mora - Los Reyes La Paz - Chapingo - San Mateo - Ciudad Satélite - San Fernando |

[cita requerida]

### Combis o cústers en Lima
En la ciudad de Lima en 1966, el sistema de transporte de buses articulados ENATRU comenzó a operar en diversas rutas. Sin embargo, al mismo tiempo surgían los primeros microbuses. Estos eran vehículos pequeños, popularmente conocidos como "combis" (debido a que el modelo principal que se usaba en la época el Volkswagen Kombi) y tuvieron cierta acogida desde la década de 1970 para recorrer distancias cortas.

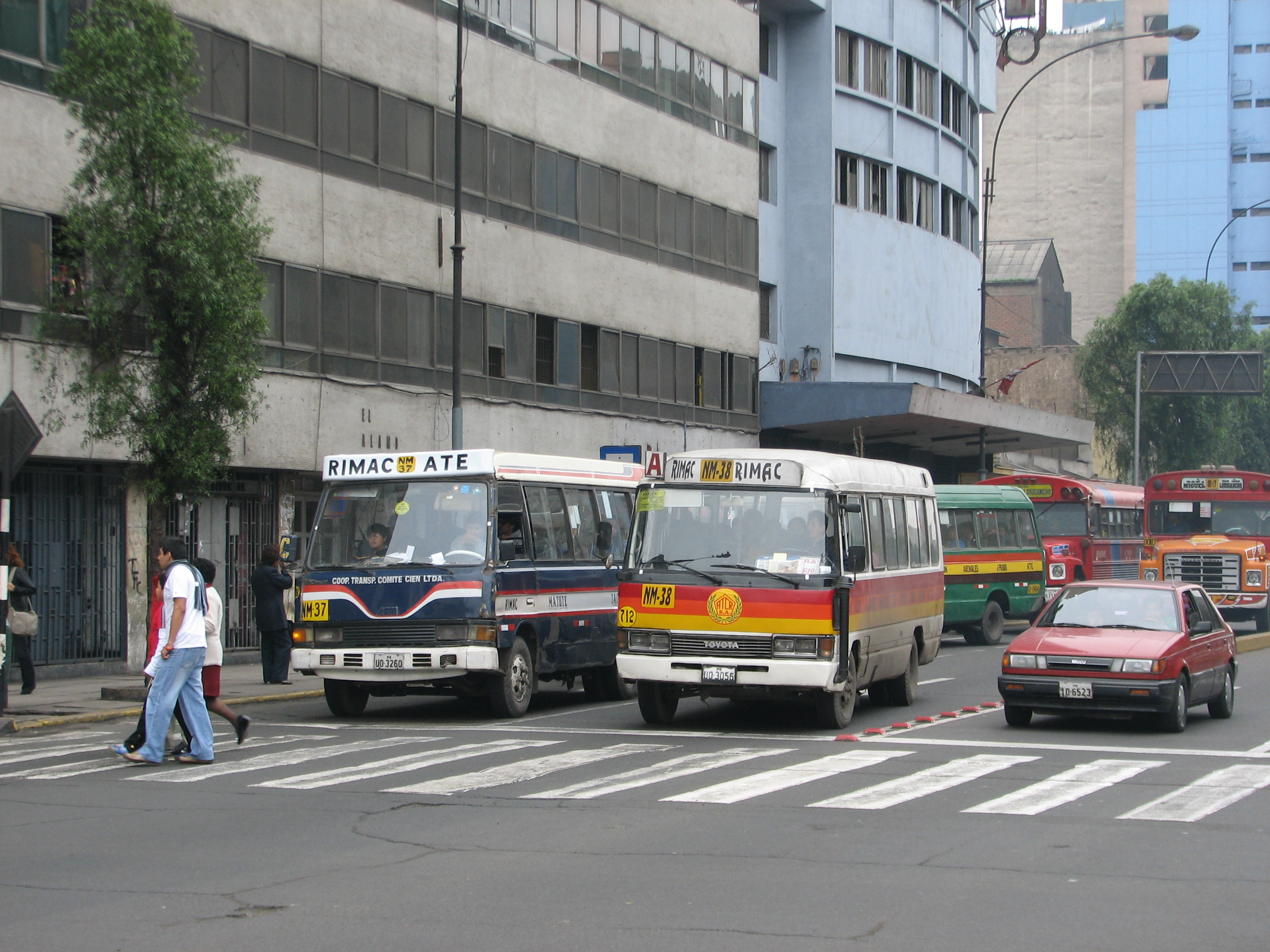
Microbuses en la ciudad de Lima. Existen muchos modelos de varios colores, sin embargo, la mayoría de estos circula en mal estado.

A finales de los años 1980, la crisis económica y el conflicto armado iniciado por Sendero Luminoso afectaron duramente a ENATRU, por lo que el sistema dejó de funcionar en 1992. Un año antes, en 1991, el gobierno del entonces presidente Alberto Fujimori aprobó el Decreto Legislativo n.º 651, que estableció la libre competencia en las tarifas del transporte urbano y autorizó a personas naturales y jurídicas a prestar el servicio «en todo tipo de vehículos automotores, salvo camiones y vehículos de dos ruedas».
Con esta nueva ley, como otras que fomentaban la desregularización, las combis y los micros se ampliaron a rutas más largas y comenzaron a ofrecer un servicio con base en distancias (Directo, Interurbano, Urbano y Medio) y edades (Adulto, Universitario y Escolar). Posteriormente, en octubre de 1992, se promulgó la Ley n.º 25789, en la cual el Gobierno derogó todas las disposiciones que prohibían o restringían la importación de bienes usados, entre ellos los vehículos.
Gracias a esta nueva medida, entraron al Perú miles de camionetas rurales y minibuses usados, principalmente desde Japón. Muchos de estos fueron de los llamados «timón cambiado», en la cual se movía el volante del lado derecho al lado izquierdo de la cabina, además de hacer puertas hacia el lado derecho del vehículo, mover los asientos, entre otros cambios. Debido a que no había un sistema integrado de buses y tampoco un metro en la ciudad, las combis se volvieron rápidamente el principal medio de transporte de Lima. Entre 1991 y 2015, se habían importado unas 245 723 combis y microbuses, de las cuales más de 100 000 eran usadas.
En la actualidad, existen más de 600 rutas de transporte urbano en Lima cubiertas por estos vehículos. Las líneas son de diferentes colores y en muchos casos comparten recorridos similares. Cada vehículo tiene las placas escritas en la carrocería, así como el logotipo de la empresa que autoriza su circulación, el número de ruta y las avenidas o lugares por donde realizan su recorrido. Los modelos más usados, entre vehículos modernos y antiguos, son las camionetas rurales Toyota Hiace, Nissan Urvan, los microbuses Toyota Coaster, Mitsubishi Fuso Rosa y vehículos de otras marcas asiáticas; y en los últimos diez años se han añadido buses grandes de las marcas Volkswagen, Hyundai, Mercedes-Benz, Iveco y de algunas marcas chinas como King Long.
El servicio de combis es muy criticado en la ciudad, debido a que la mayoría de unidades están muy deterioradas y por el deficiente servicio que ofrecen. Además, las combis son los principales vehículos involucrados en accidentes de tránsito. Por ejemplo, un vehículo acumuló multas por valor de más de 100 000 soles en 2024.
En los últimos años, se ha puesto en marcha la política de chatarreo, impulsada por el Ministerio de Transportes y Comunicaciones y la ATU, la cual busca la destrucción de unidades antiguas mayores a 15 años, aunque este proceso tiene varios retrasos, y que todavía hay muchas unidades viejas pendientes para ser chatarreadas.

### La buseta y sus variantes en Colombia

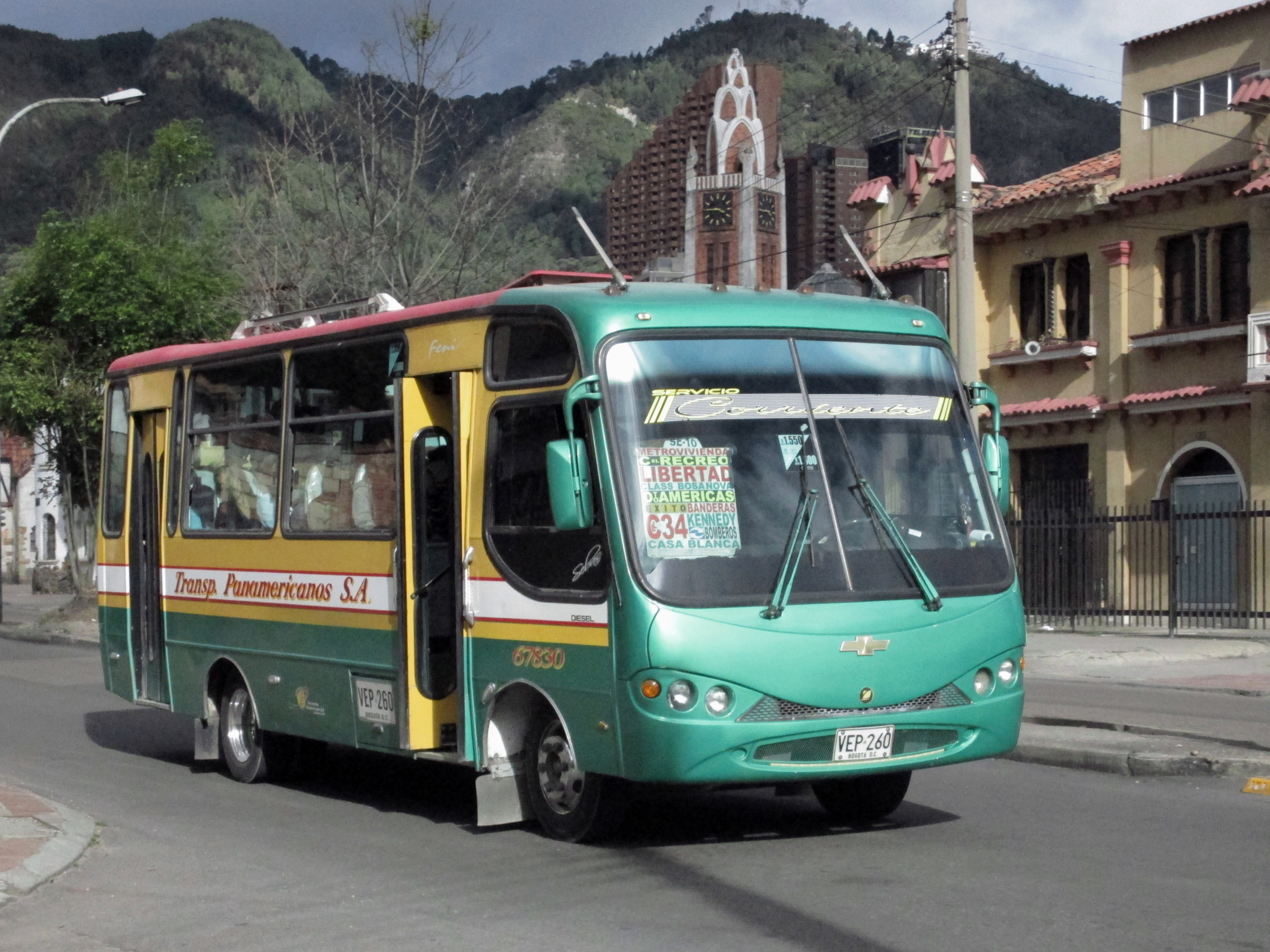
Buseta en el barrio Teusaquillo de Bogotá.

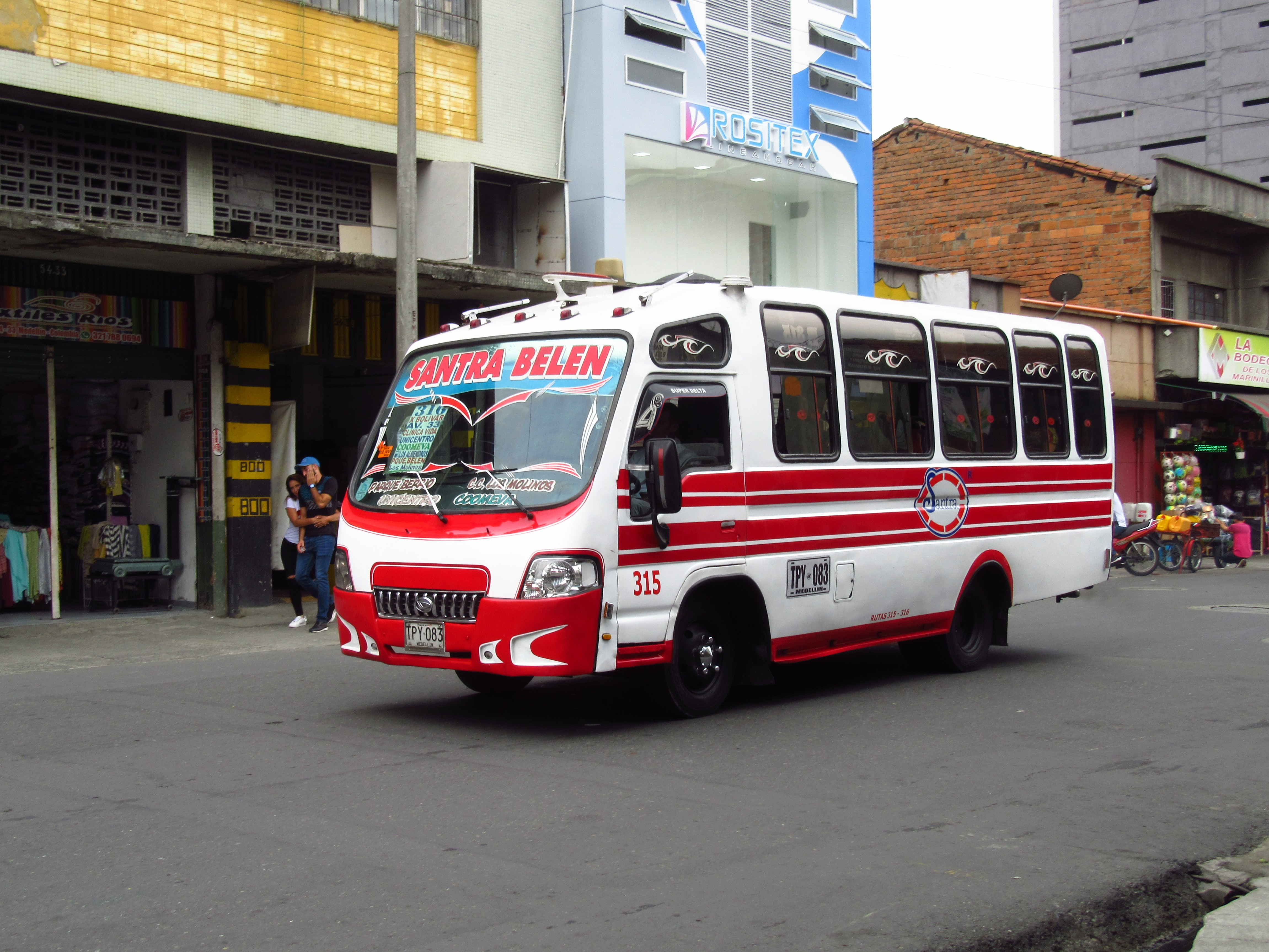
Buseta en el centro de Medellín.

A finales de los años sesenta y comienzos de los años 1970 las primeras busetas comenzaban a circular en el país; los primeros vehículos eran traídos de España y fueron un servicio novedoso en ese entonces, debido a las vías estrechas, y además, ofrecían diversas rutas desde el sur y el occidente hacia el centro de Bogotá y viceversa.
A comienzos de los años 1970, como respuesta el producto español, varios fabricantes nacionales como Chrysler y Fiat empezaban a ofrecer sus primeros modelos en su totalidad en chasis listos para carrozar; además varias carroceras como Superior, Blue Bird, Oneida, Metropolitana, entre otras, también lanzaban sus primeros modelos para buseta, siendo las primeras dos las más demandadas y favoritas de los transportadores. Mientras sucedía esto, el gobierno reglamento ese servicio pasando a llamarse la ejecutiva, mientras Chrysler fue la única marca más vendida -tras el retiro de Fiat de este negocio- en ese entonces. Para 1979 ocurrieron grandes cambios: a raíz de la crisis que estaba padeciendo Chrysler, esta vende la planta de Colmotores a Chevrolet y con esto, la buseta comenzaba a cambiar de marca pero sin perder sus características de fiabilidad y robustez con la que fueron creadas.
Ya entre los años 1980 y 1990, los fabricantes japoneses comenzaban su ofensiva en todo el país ofreciendo sus novedosos y eficientes vehículos para el transporte público de pasajeros, y para 1989 Mazda lanzaba un chasis para buseta, basado en el camión T45. Era un producto muy novedoso que ofrecía la industria nacional, pero dos años después, Chevrolet debutaba exitosamente en ese campo con su modelo NPR (fabricado con tecnología Isuzu) basándose en el chasis de ese camión, convirtiéndose en el producto más fabricado y vendido hasta hoy, por lo cual desterraron del mercado —y del servicio— a sus sucesoras que se movían con motores de gasolina y 8 cilindros en V, mientras que los productos de origen japonés eran —y son— propulsados por motores turbodiésel de 4 cilindros en línea.
Cuando se estrenaron estos nuevos chasis, también las carroceras comenzaron a evolucionar innovando con modelos de 1 y 2 puertas; estas últimas eran opcionales en la versión urbana hasta que fueron obligatorias en 1995 como parte de la nueva reglamentación impuesta por el gobierno nacional a los vehículos de transporte público.
En el nuevo milenio, las cosas empezaron a tornarse oscuras tanto para la industria como para el sector transportador; con la puesta en marcha del sistema de BRT Transmilenio, la buseta dejó de ser un servicio exclusivo pasando a formar parte de los servicios corrientes de transporte público; además las carroceras como Blue Bird y Oneida, desaparecieron del mercado debido a factores como la crisis económica que afrontaba el país, conflictos laborales, cambios en el mercado, la falta de innovación y nuevos productos, la situación de orden público, la competencia frente a las novedosas y llamadas aerovanes, la llegada de productos de origen brasileño, el encarecimiento tanto del dólar como del material y las partes para su fabricación, así como la dificultad de adaptarse a los nuevos negocios relacionados con los sistemas de transporte público y masivo; otras por su parte decidieron fusionarse con sus competidoras y otras carroceras, como Superior fueron adquiridas por grandes conglomerados carroceros extranjeros.
Las busetas de hoy en día crecieron en tamaño y capacidad de pasajeros a tal punto que hoy en día hay cuatro variantes: el microbús, la minibuseta, la buseta normal y el buseton. Las carroceras por su parte además de las versiones urbana y municipal, también fabrican las versiones de escolar, especial y turismo. El microbús tiene capacidad de hasta 20 puestos; la minibuseta, por su parte, tiene capacidad hasta 24 puestos; la buseta normal tiene capacidad para 28 puestos y por último, el busetón, tiene capacidad hasta 32 puestos, dependiendo de la configuración y el servicio a prestar.

## Vehículos empleados como minibús

### Conversiones de furgonetas
Tradicionalmente, éstas han sido furgonetas con adaptaciones para transportar un mayor número de pasajeros, como por ejemplo, una Volkswagen Combi, tradicionalmente acondicionada para transportar 8 o 9 pasajeros, se adapta para transportar hasta 13 pasajeros más el conductor. En tiempos más recientes, y a raíz de la desaparición de la Volkswagen Combi, han optado por furgonetas más recientes, entre ellas:
- Chevrolet Express
- Ford Transit
- Ford Econoline
- Fiat Ducato
- Mercedes-Benz Sprinter
- Nissan Urvan
- Nissan Ichi Van
- Toyota Hiace
- Volkswagen Transporter
- Volkswagen Crafter

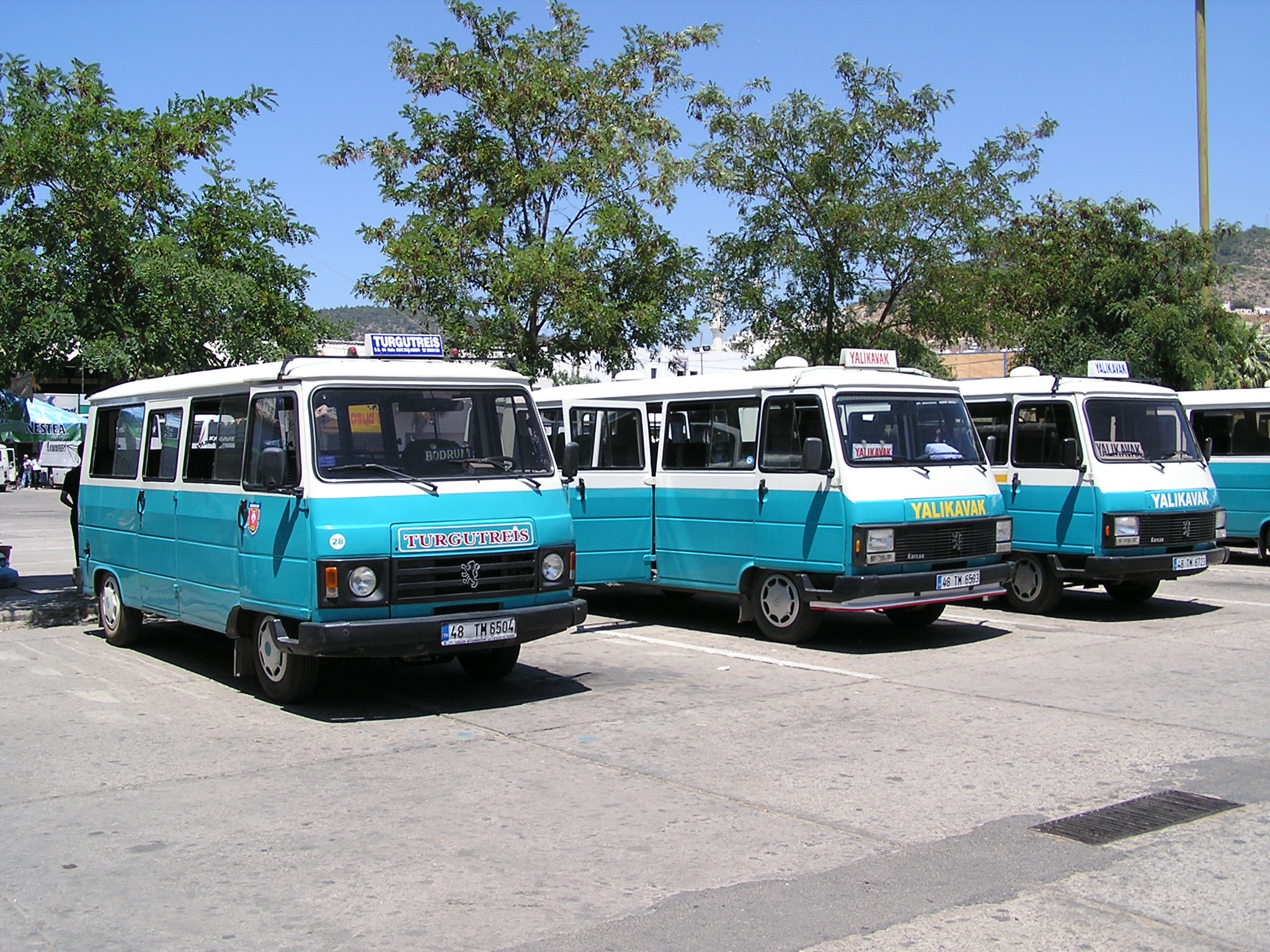
Karsan J9 Premier Microbús
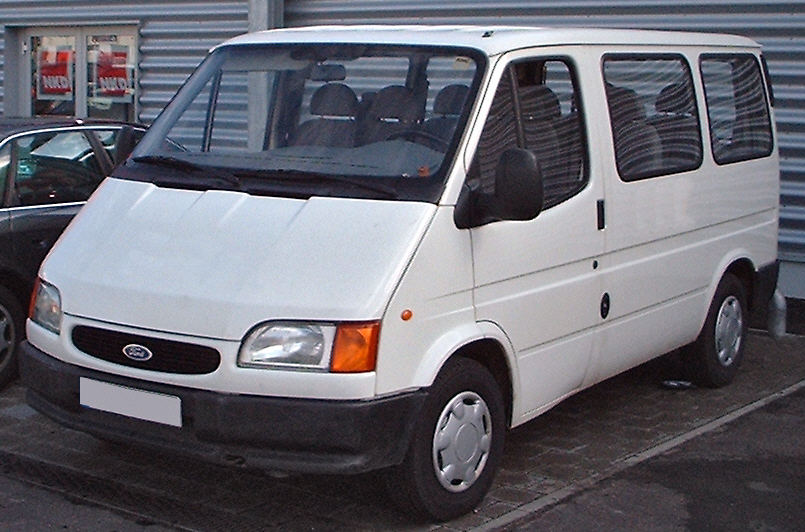
Ford Transit
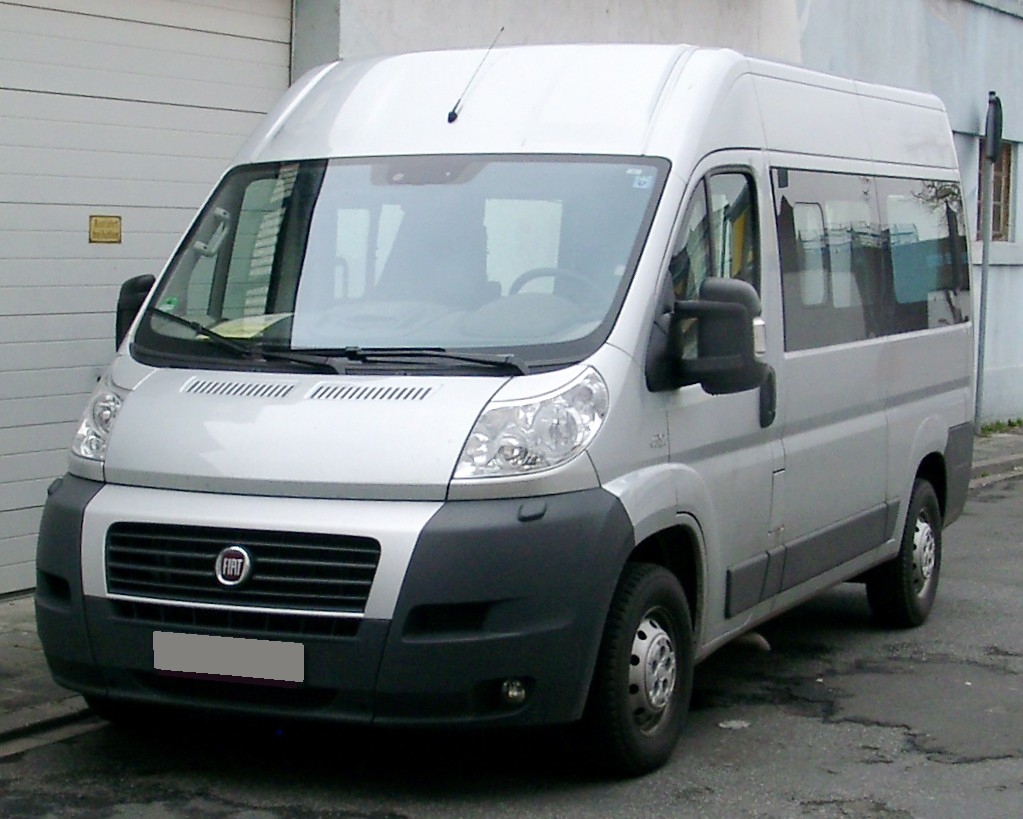
Fiat Ducato
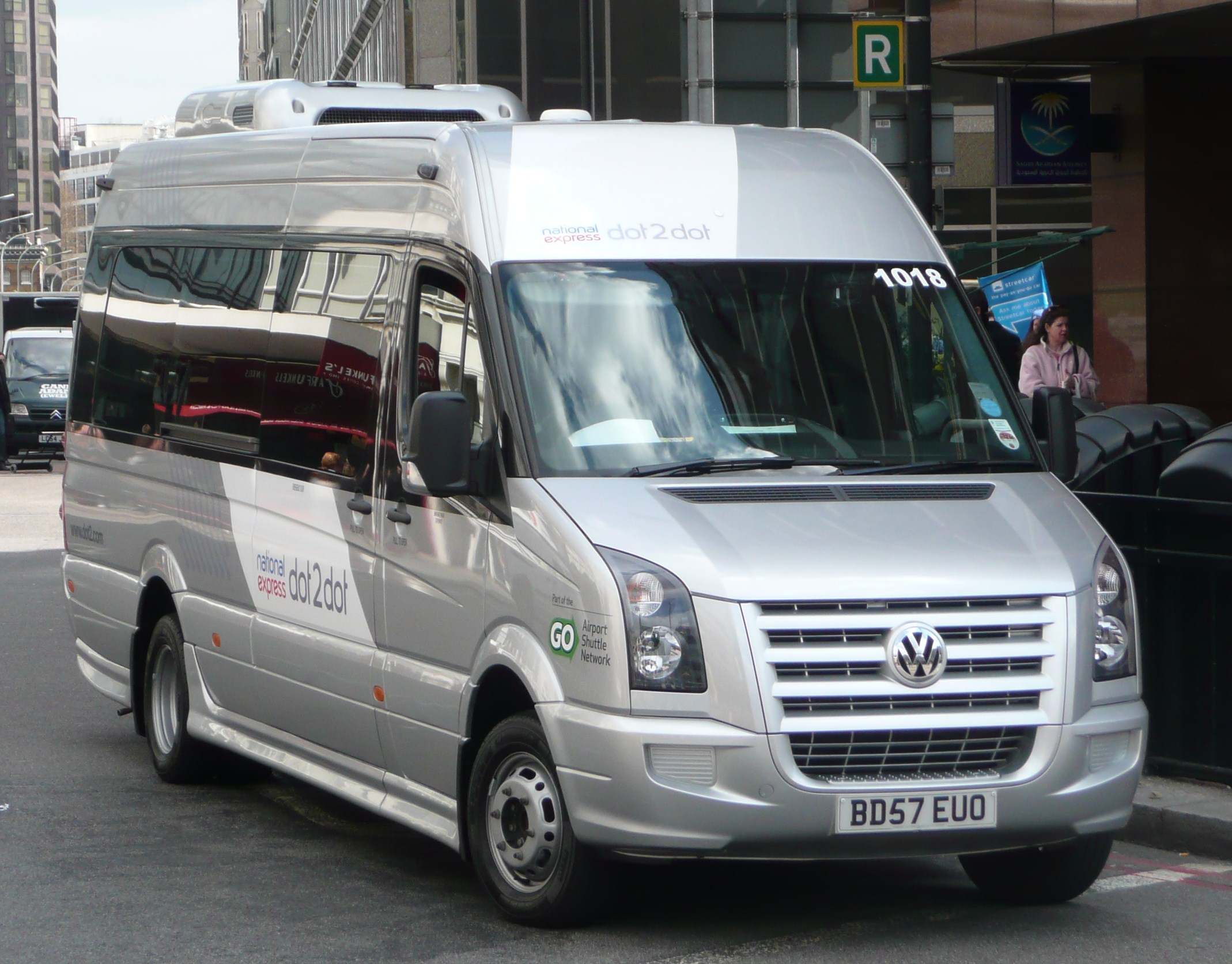
Volkswagen Crafter

### Diseño integral de los fabricantes
El vehículo está diseñado y construido para su uso como un minibús:
- Isuzu Journey
- Isuzu Journey
- Mitsubishi Fuso Rosa
- Nissan Civilian
- Toyota Coaster

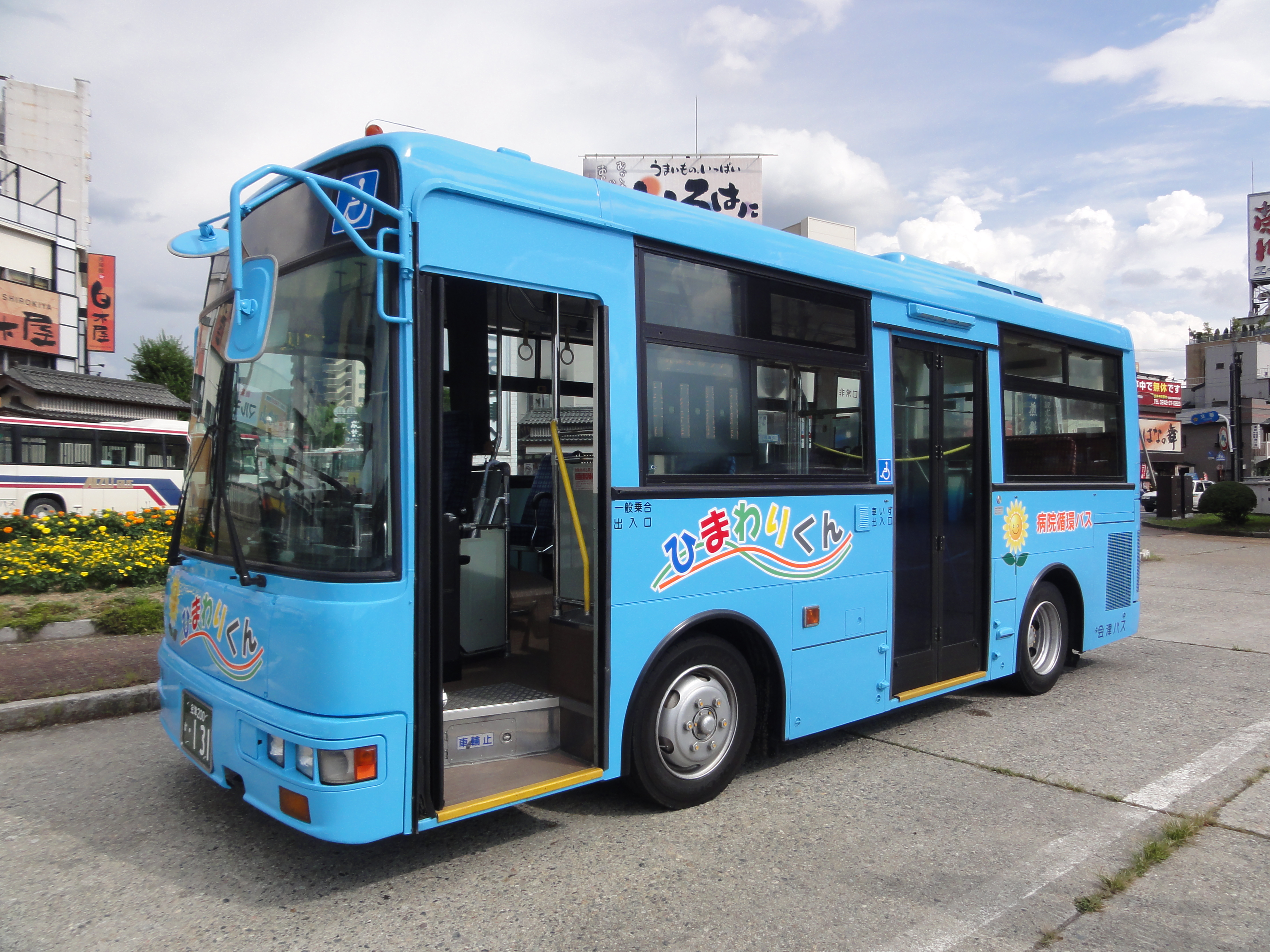
Nissan Diesel RN
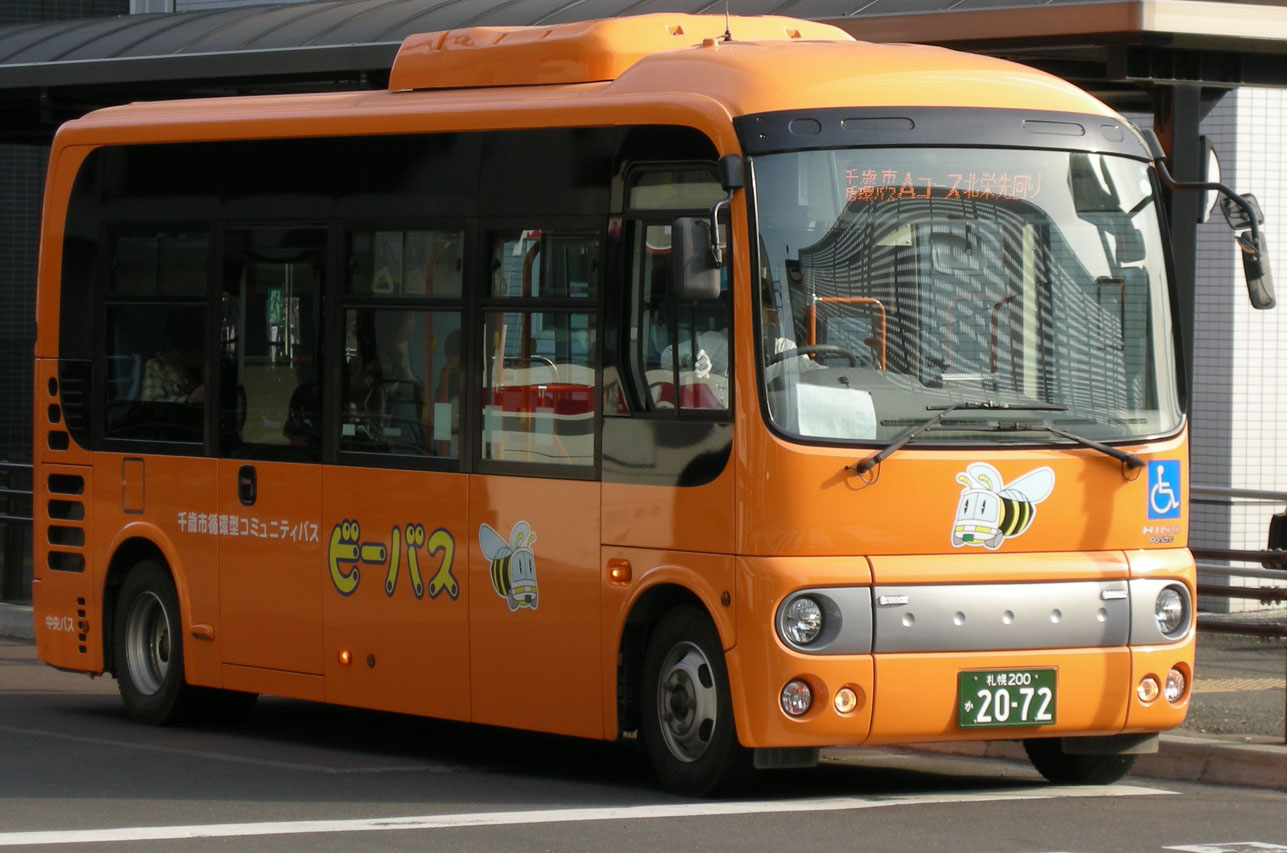
Hino Poncho
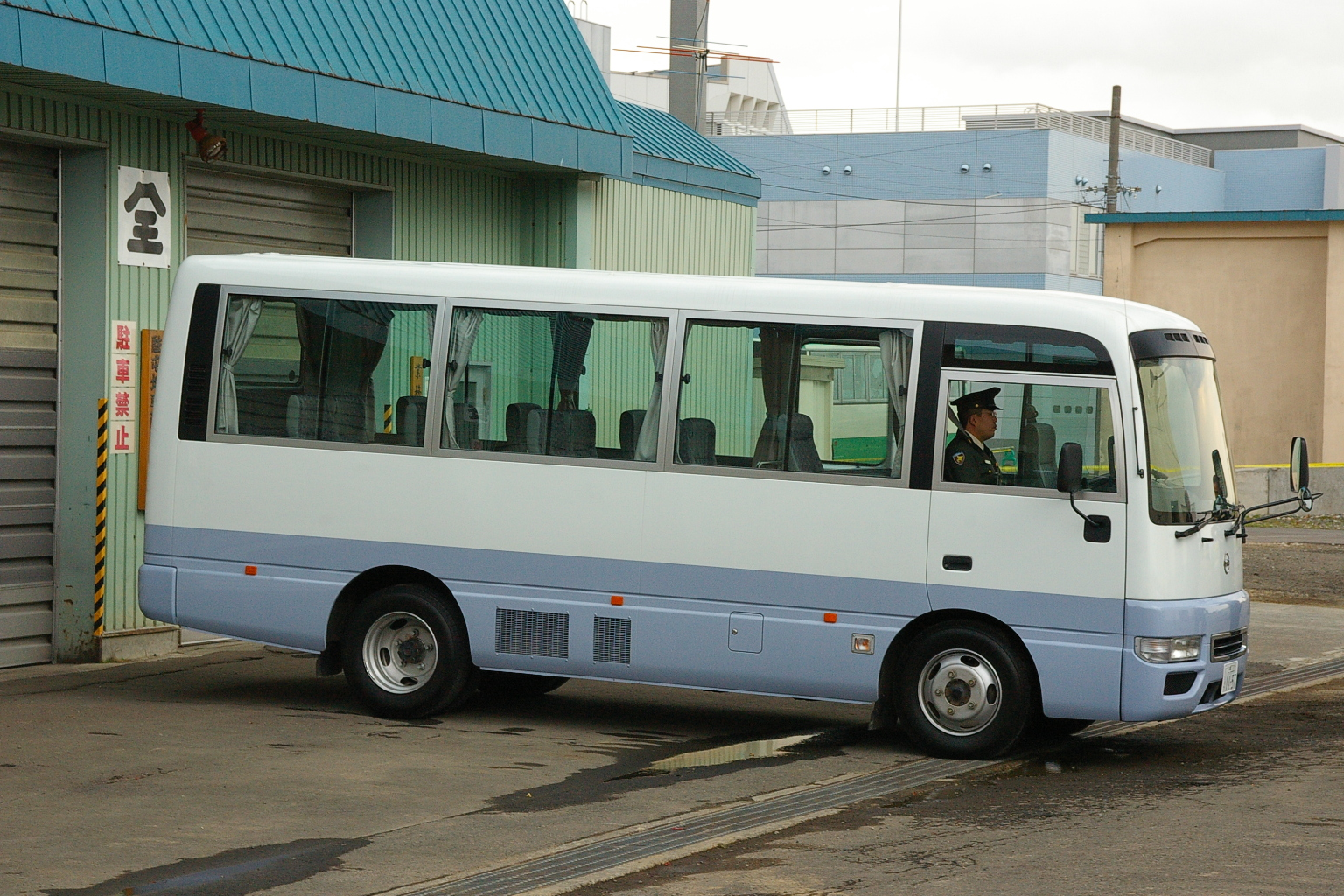
Nissan Civilian
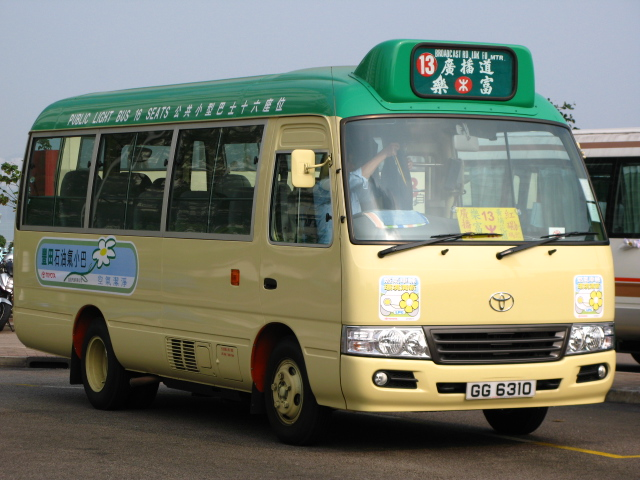
Toyota Coaster

### Instalación de carrocería en chasis
Chasis basados en camiones de categoría semiliviana y/o superior (3 toneladas en adelante) de diversas marcas con motores turbodiésel a las que se les instalan carrocerías de minibús:
- Chasis Chevrolet (3.5 Ton.)diversas carrocerías
- Chasis Dodge (3.5 Ton.), diversas carrocerías
- Chasis Hyundai (4 Ton.), diversas carrocerías
- Chasis Hino (3 Ton.), diversas carrocerías
- Chasis Ford (3.5 Ton.), diversas carrocerías
- Chasis Iveco (3 Ton.), diversas carrocerías
- Chasis Mercedes-Benz (3 Ton.), diversas carrocerías
- Chasis Isuzu (3 Ton.), diversas carrocerías
- Chasis Agrale (4.5 Ton.), diversas carrocerías
- Chasis Volkswagen (4.5 Ton.), diversas carrocerías
- Rey

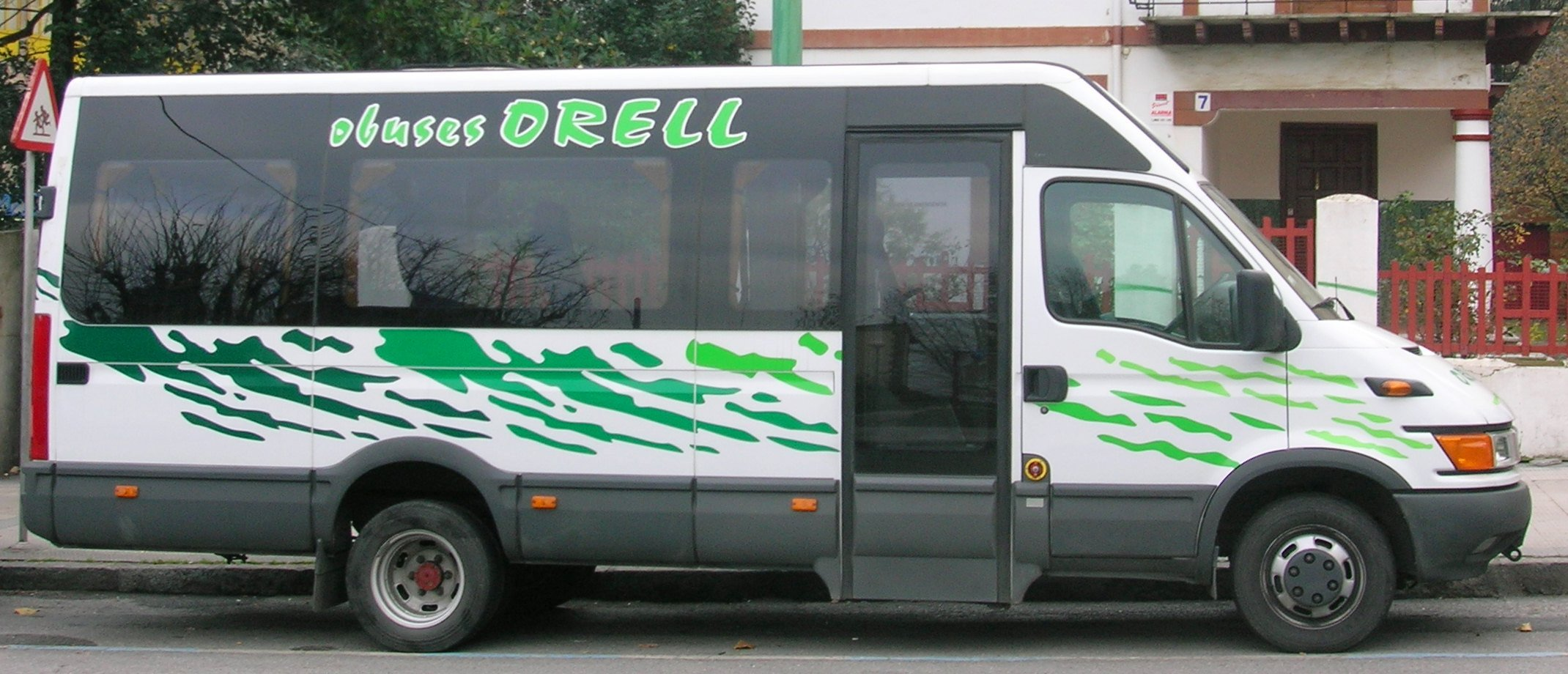
Iveco Daily
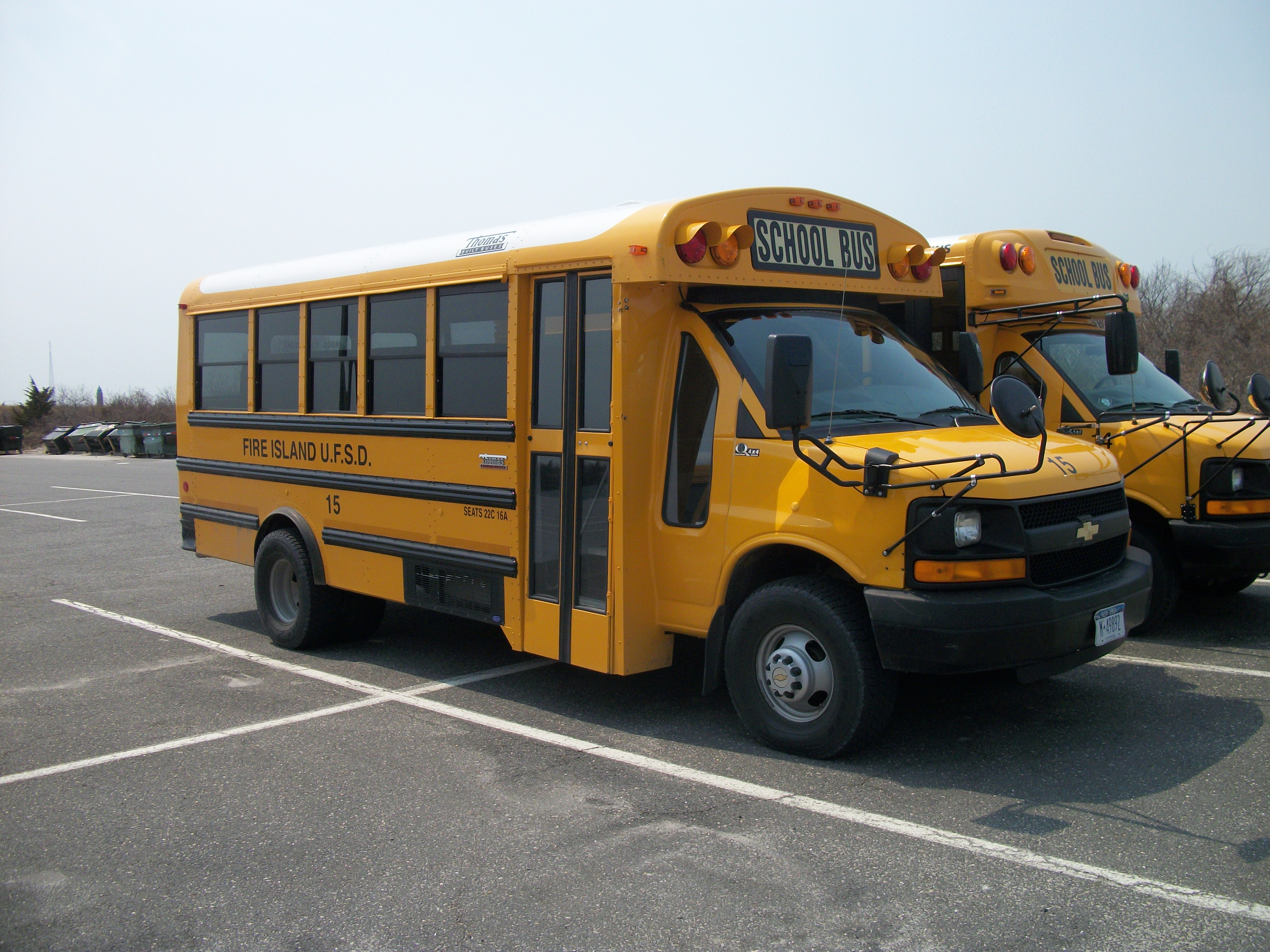
Furgoneta Chevrolet con carrocería Thomas Minotour
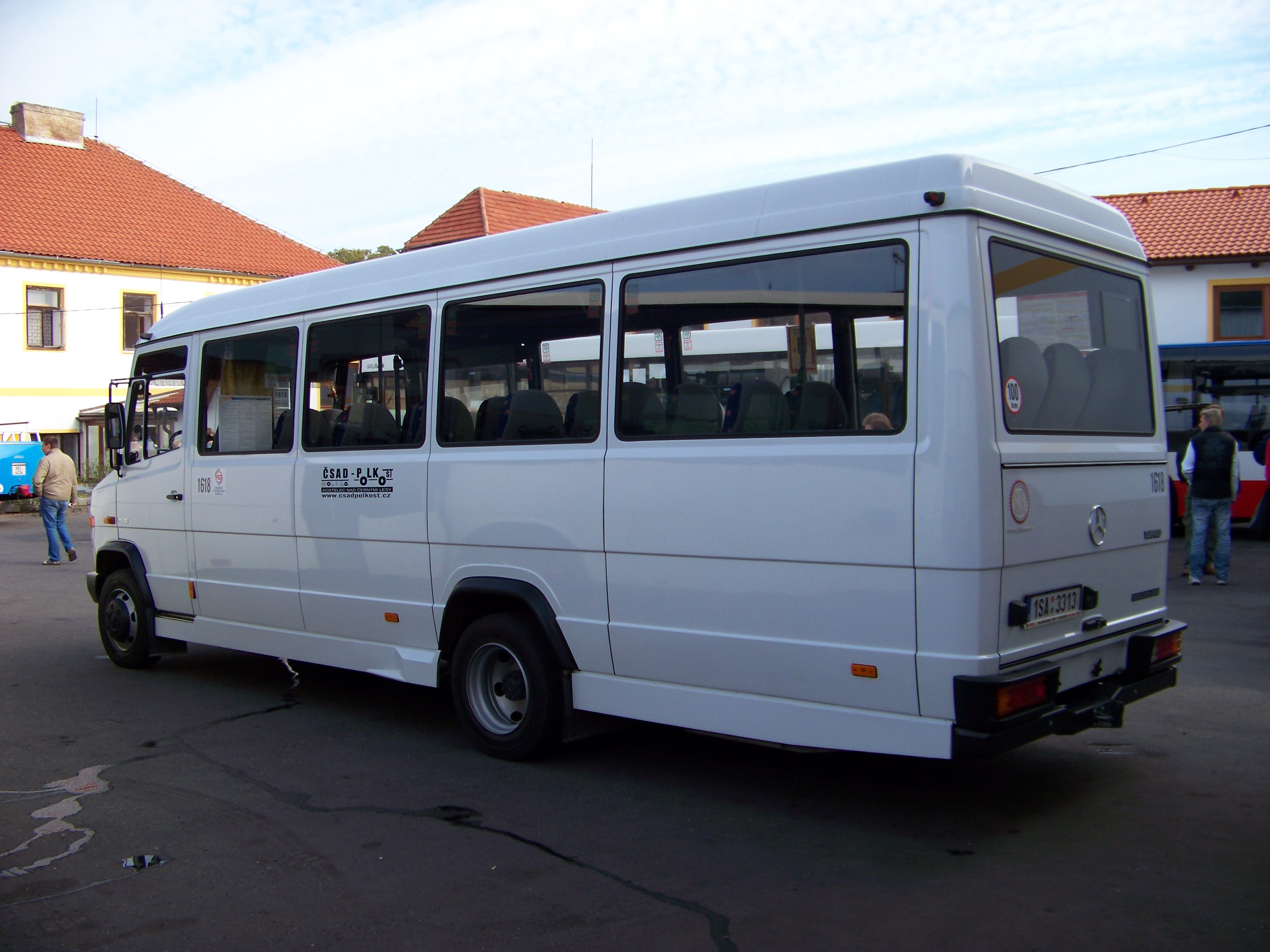
Mercedes-Benz Vario